# Mitsubishi i MiEV - Peugeot iOn - Citroën C-ZERO
Les Mitsubishi i MiEV, Peugeot iOn et Citroën C-ZERO sont des mini-citadines électriques produites et commercialisées par les constructeurs respectifs Mitsubishi, Peugeot et Citroën de 2010 à 2020.

## Description
La version française de la i-MiEV, véhicule électrique commercialisé au Japon, est le fruit du partenariat entre PSA et Mitsubishi. Après la Peugeot iOn, présentée au salon de Francfort 2009, la Citroën C-ZERO marque fin 2010, le second volet de la commercialisation de ces véhicules électriques en Europe. Il s'agit de la première automobile à transmission aux roues arrière vendue par Citroën depuis 1938.
Sous le slogan « Zéro litre de carburant, zéro émission de CO2, zéro bruit », Citroën se lance dans la course des petites voitures électriques idéales pour les villes. La « marque aux chevrons » enrichit ainsi, son offre sur le segment des petites voitures avec une solution électrique. Elle a été conçue pour faciliter la mobilité grâce à son petit gabarit, sa recharge rapide et l’autonomie suffisante pour couvrir des trajets quotidiens.

## Historique
Citroën avait déjà essayé de produire une voiture électrique, dérivée de la Citroën Saxo, dans les années 1990. Cette version s'était cependant avérée trop coûteuse. À cause du coût des batteries et de son autonomie très faible, elle ne connut qu'un succès relatif, mais remarquable pour un véhicule électrique à l'époque, avec 5 500 exemplaires écoulés.

## Détails techniques
| Moteur                       | Boite de vitesses | Batterie en kWh                                      | Puissance maxi en ch DIN (kW) | Couple maxi N m à (tr/min) | Vitesse maxi en km/h | 0 à 100 km/h en secondes | Consommation kWh/100 km | Rejet de CO2 g/km |
| ---------------------------- | ----------------- | ---------------------------------------------------- | ----------------------------- | -------------------------- | -------------------- | ------------------------ | ----------------------- | ----------------- |
| Électrique                   |                   |                                                      |                               |                            |                      |                          |                         |                   |
| Synchrone à aimant permanent | BVA               | 16 (14.5 depuis 2013 - Peugeot & Citroën) Lithum-ion | 67 (47)                       | 180 à 2 000                | 130                  | 15 (plutôt 12 en réel)   | 12,5                    | 0                 |

### Moteur
Les trois véhicules sont dotés d'un moteur électrique délivrant 47 kW ou 67 ch de 3 000 à 6 000 tr/min. Son couple maximal s'élève à 180 N m de 0 à 2 000 tr/min.
Le moteur est alimenté par des batteries de dernière génération de type lithium-ion, implantées au centre du véhicule. Cette technologie permet de limiter la masse des batteries, comparativement à des technologies traditionnelles à prestations égales.

### Performances
Sur le plan des performances, le trio a une vitesse maximale de 130 km/h, passant de 0 à 100 km/h en 15 s et de 60 à 90 km/h en 6 secondes. L'autonomie de la voiture est de 130 km environ.

### Équipements
Cette mini-citadine électrique, mesurant 3,48 mètres, comporte quatre places et un coffre de 166 litres de volume. Elle dispose de multiples équipements de confort ou de sécurité : direction assistée, ESP, six airbags, boîtier télématique autonome pour l'appel d'urgence et une climatisation.

### Couleurs
La Citroën propose 6 couleurs :
- blanc antarctique (code peinture KCZ)
- bleu de Karner métallisé (code peinture KAZ)
- gris Cool Silver métallisé (code peinture KTS)
- rouge Chili's métallisé (code peinture KEJ)
- noir perle nacré (code peinture KTZ)
- blanc nacré (code peinture KWE)

La Mitsubishi propose 3 couleurs :
- noir améthyste
- blanc glacier
- rouge framboise

La Peugeot propose 6 couleurs :
- blanc antarctique
- gris Cool Silver métallisé
- noir perle métallisé
- bleu de Karner
- rouge Azuki
- blanc nacré

### Utilisation
Six heures sont nécessaires pour recharger complètement la batterie lithium-ion de 14,5 kWh, sur une prise de courant de 230 V/14 A (~9h depuis 2012 avec le chargeur à 10A). Cependant, avec une borne extérieure de 125 A sous 400 V, il est possible de recharger le véhicule à 80 % en 30 minutes (CHAdeMO).
La voiture est simple d’utilisation. Il suffit de tourner la clef de contact et un « bip » annonce la mise en route de la voiture. Elle se conduit comme une voiture à boîte automatique. La jauge à carburant est remplacée par un indicateur de charge de la batterie.
La Peugeot Ion coûte, en France en 2013, 29 500 € et en location 500 € par mois. Fin 2014, ces véhicules se retrouvent sur le marché d'occasion à une valeur d'environ 12 000 €.

## Actualités
Avec la Peugeot iOn, présentée au salon de Francfort de 2009, la Citroën C-ZERO marque le second volet du partenariat entre PSA et Mitsubishi pour la commercialisation de véhicules électriques en Europe. Elle est proposée aux particuliers, aux entreprises, ainsi qu’aux administrations et aux collectivités locales.
La C-ZERO a été présentée en première mondiale au Salon de Bruxelles en janvier 2010 et lancée sur le marché, au cours du dernier trimestre 2010, tout comme sa jumelle la Peugeot iOn.
Citroën poursuit son développement de voitures électriques, à travers son véhicule utilitaire, le Berlingo First Electrique, en coopération avec le constructeur spécialisé Venturi, qui a été commercialisé fin 2010.
Le prix de la Peugeot iOn est, en France, en juillet 2013 de 29 500 € (hors incitation fiscale : bonus écologique de -6 400 € en France). Des offres promotionnelles à 10 900 € ont permis à Peugeot en août 2012 de vendre l'ensemble du stock disponible en France (700 véhicules).
Début avril 2014, plusieurs clients qui avaient choisi la LLD au tarif de 90 € par mois sur 23 mois se sont vu proposer par Citroën la prolongation de leur contrat sur une durée de 48 mois avec la pleine propriété au terme. Ce qui porte le coût total d'acquisition du véhicule à 6 390 €. Cette offre concerne les 200 C-ZERO bradées à 90 €/mois en juillet 2012.

## Galerie

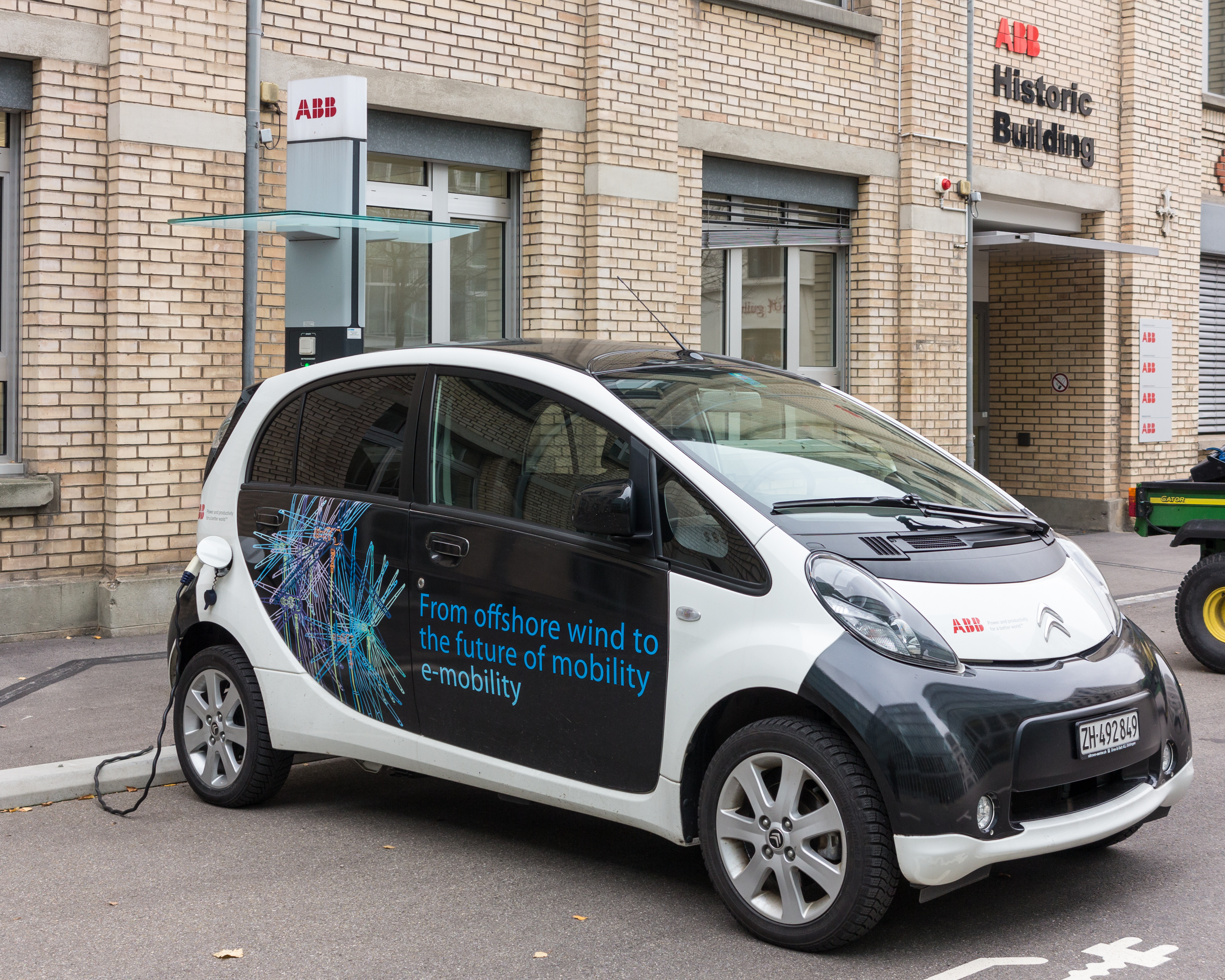
Citroën C-Zero à Zürich
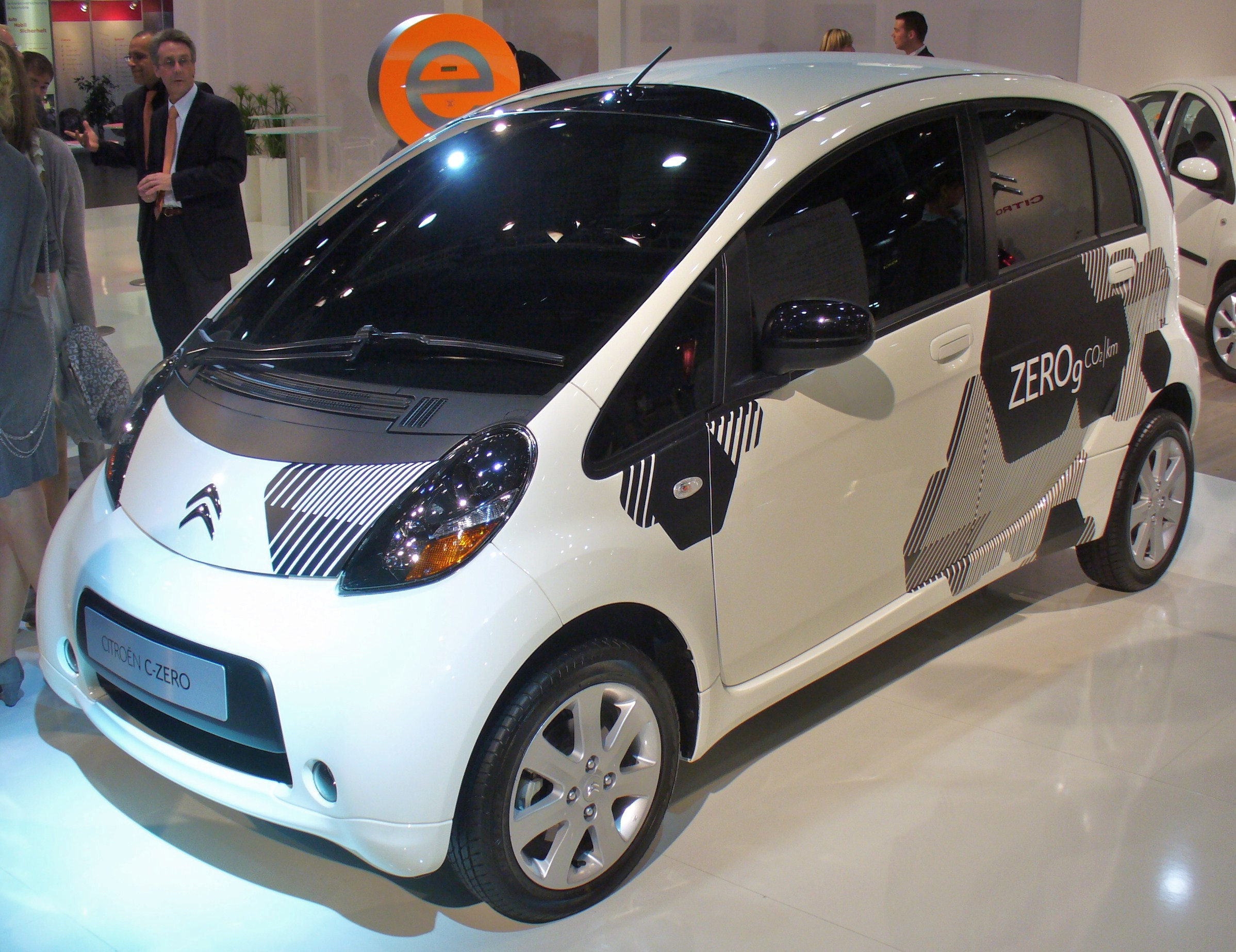
Citroën C-Zero
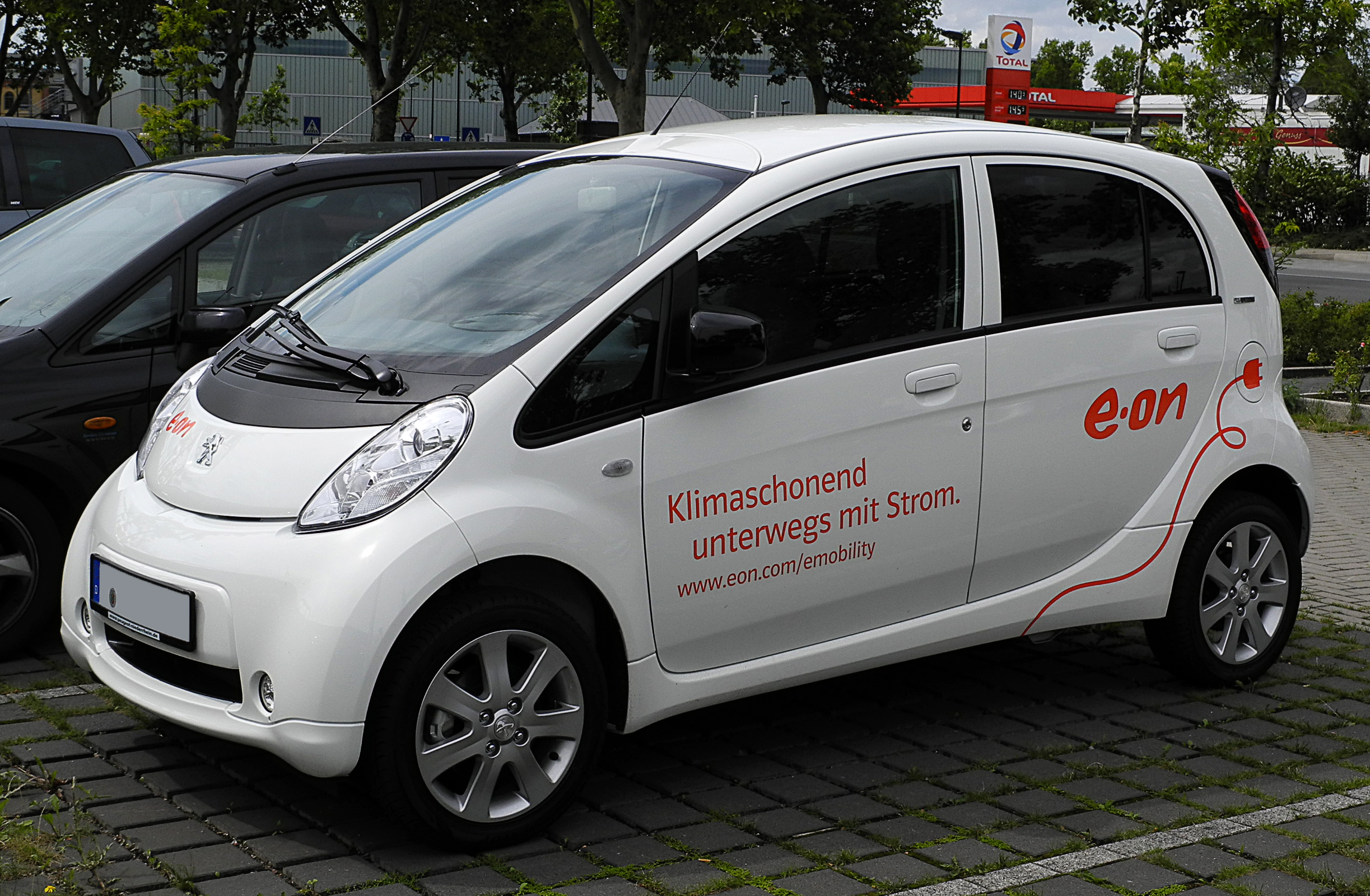
Peugeot iOn
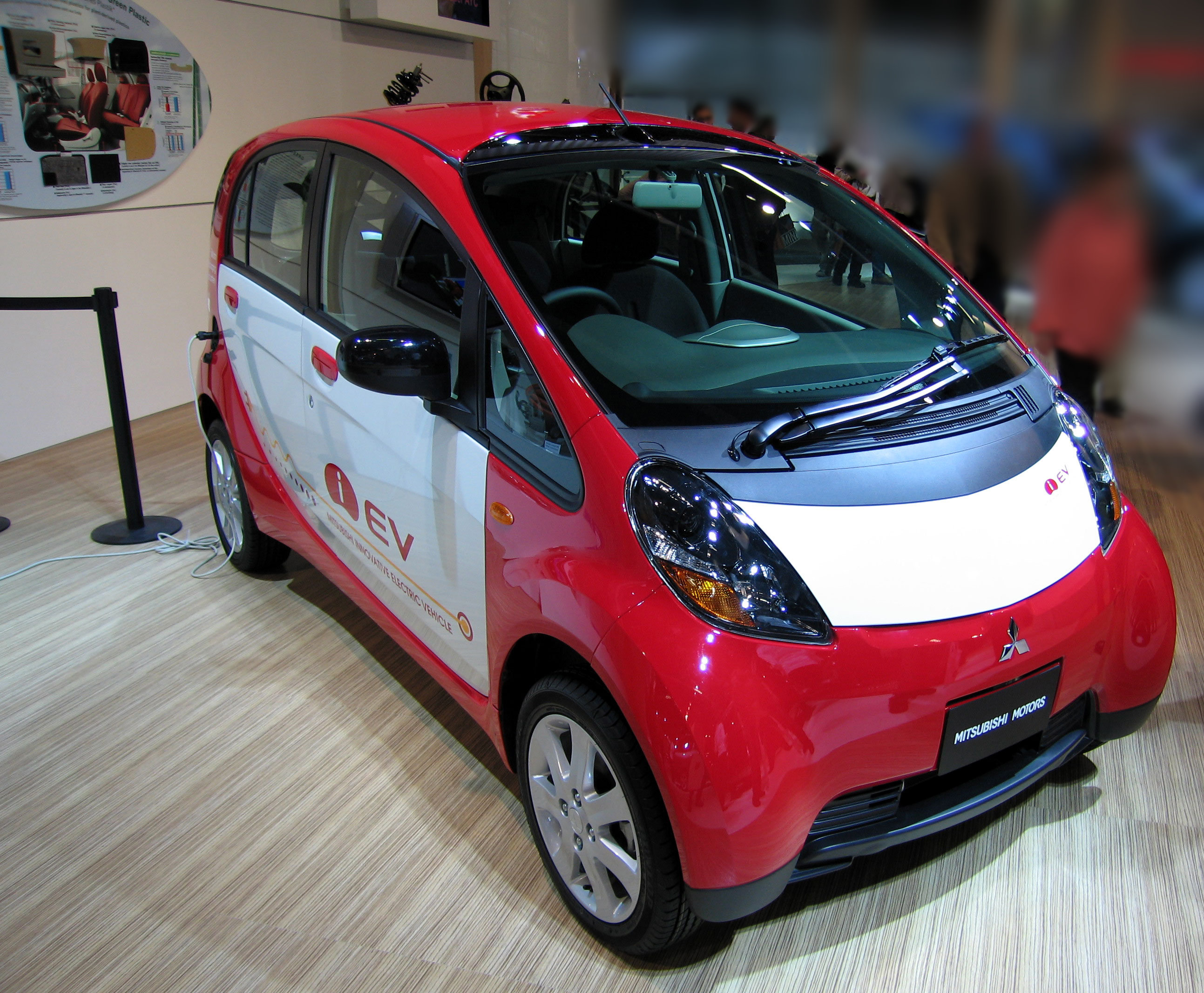
Mitsubishi i-MiEV
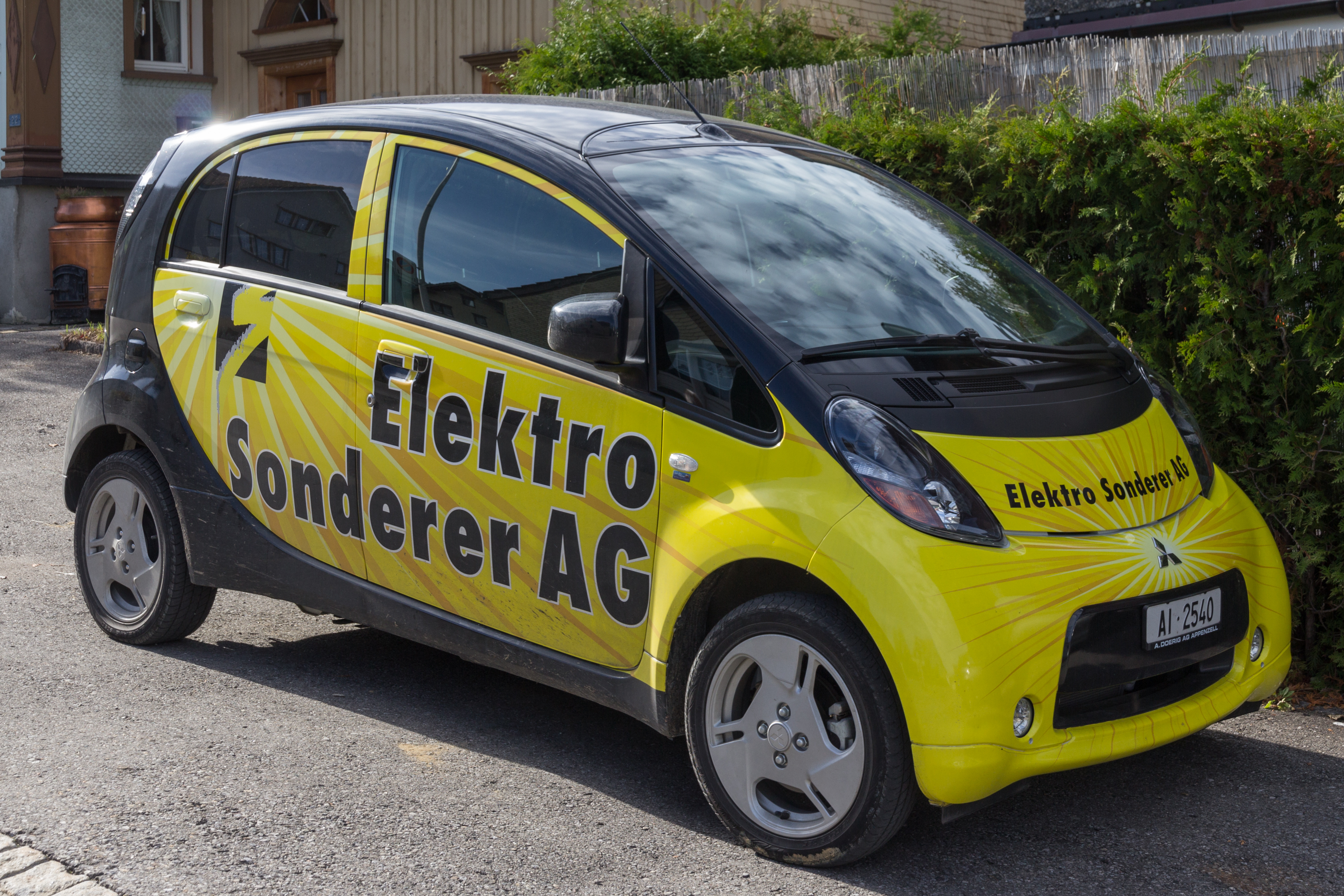
Mitsubishi i-MiEV en Appenzell/Suisse